# 1579 год
1579 (ты́сяча пятьсо́т се́мьдесят девя́тый) год  по юлианскому календарю — невисокосный год, начинающийся в четверг. Это 1579 год нашей эры, 9‑й год 8‑го десятилетия XVI века 2‑го тысячелетия, 10‑й год 1570‑х годов. Он закончился 446 лет назад.
| Пн | Вт | Ср | Чт | Пт | Сб | Вс |
|    |    |    | 1  | 2  | 3  | 4  |
| 5  | 6  | 7  | 8  | 9  | 10 | 11 |
| 12 | 13 | 14 | 15 | 16 | 17 | 18 |
| 19 | 20 | 21 | 22 | 23 | 24 | 25 |
| 26 | 27 | 28 | 29 | 30 | 31 |    |

| Пн | Вт | Ср | Чт | Пт | Сб | Вс |
|    |    |    |    |    |    | 1  |
| 2  | 3  | 4  | 5  | 6  | 7  | 8  |
| 9  | 10 | 11 | 12 | 13 | 14 | 15 |
| 16 | 17 | 18 | 19 | 20 | 21 | 22 |
| 23 | 24 | 25 | 26 | 27 | 28 |    |

| Пн | Вт | Ср | Чт | Пт | Сб | Вс |
|    |    |    |    |    |    | 1  |
| 2  | 3  | 4  | 5  | 6  | 7  | 8  |
| 9  | 10 | 11 | 12 | 13 | 14 | 15 |
| 16 | 17 | 18 | 19 | 20 | 21 | 22 |
| 23 | 24 | 25 | 26 | 27 | 28 | 29 |
| 30 | 31 |    |    |    |    |    |

| Пн | Вт | Ср | Чт | Пт | Сб | Вс |
|    |    | 1  | 2  | 3  | 4  | 5  |
| 6  | 7  | 8  | 9  | 10 | 11 | 12 |
| 13 | 14 | 15 | 16 | 17 | 18 | 19 |
| 20 | 21 | 22 | 23 | 24 | 25 | 26 |
| 27 | 28 | 29 | 30 |    |    |    |

| Пн | Вт | Ср | Чт | Пт | Сб | Вс |
|    |    |    |    | 1  | 2  | 3  |
| 4  | 5  | 6  | 7  | 8  | 9  | 10 |
| 11 | 12 | 13 | 14 | 15 | 16 | 17 |
| 18 | 19 | 20 | 21 | 22 | 23 | 24 |
| 25 | 26 | 27 | 28 | 29 | 30 | 31 |

| Пн | Вт | Ср | Чт | Пт | Сб | Вс |
| 1  | 2  | 3  | 4  | 5  | 6  | 7  |
| 8  | 9  | 10 | 11 | 12 | 13 | 14 |
| 15 | 16 | 17 | 18 | 19 | 20 | 21 |
| 22 | 23 | 24 | 25 | 26 | 27 | 28 |
| 29 | 30 |    |    |    |    |    |

| Пн | Вт | Ср | Чт | Пт | Сб | Вс |
|    |    | 1  | 2  | 3  | 4  | 5  |
| 6  | 7  | 8  | 9  | 10 | 11 | 12 |
| 13 | 14 | 15 | 16 | 17 | 18 | 19 |
| 20 | 21 | 22 | 23 | 24 | 25 | 26 |
| 27 | 28 | 29 | 30 | 31 |    |    |

| Пн | Вт | Ср | Чт | Пт | Сб | Вс |
|    |    |    |    |    | 1  | 2  |
| 3  | 4  | 5  | 6  | 7  | 8  | 9  |
| 10 | 11 | 12 | 13 | 14 | 15 | 16 |
| 17 | 18 | 19 | 20 | 21 | 22 | 23 |
| 24 | 25 | 26 | 27 | 28 | 29 | 30 |
| 31 |    |    |    |    |    |    |

| Пн | Вт | Ср | Чт | Пт | Сб | Вс |
|    | 1  | 2  | 3  | 4  | 5  | 6  |
| 7  | 8  | 9  | 10 | 11 | 12 | 13 |
| 14 | 15 | 16 | 17 | 18 | 19 | 20 |
| 21 | 22 | 23 | 24 | 25 | 26 | 27 |
| 28 | 29 | 30 |    |    |    |    |

| Пн | Вт | Ср | Чт | Пт | Сб | Вс |
|    |    |    | 1  | 2  | 3  | 4  |
| 5  | 6  | 7  | 8  | 9  | 10 | 11 |
| 12 | 13 | 14 | 15 | 16 | 17 | 18 |
| 19 | 20 | 21 | 22 | 23 | 24 | 25 |
| 26 | 27 | 28 | 29 | 30 | 31 |    |

| Пн | Вт | Ср | Чт | Пт | Сб | Вс |
|    |    |    |    |    |    | 1  |
| 2  | 3  | 4  | 5  | 6  | 7  | 8  |
| 9  | 10 | 11 | 12 | 13 | 14 | 15 |
| 16 | 17 | 18 | 19 | 20 | 21 | 22 |
| 23 | 24 | 25 | 26 | 27 | 28 | 29 |
| 30 |    |    |    |    |    |    |

| Пн | Вт | Ср | Чт | Пт | Сб | Вс |
|    | 1  | 2  | 3  | 4  | 5  | 6  |
| 7  | 8  | 9  | 10 | 11 | 12 | 13 |
| 14 | 15 | 16 | 17 | 18 | 19 | 20 |
| 21 | 22 | 23 | 24 | 25 | 26 | 27 |
| 28 | 29 | 30 | 31 |    |    |    |

## События
- 1493—1593 — Столетняя хорватско-османская война. Серия вооружённых конфликтов между Королевством Хорватия и Османской империей[1].
- 1507—1622 — Португало-персидская война. Ряд вооружённых конфликтов между колониалистской Португалией и вассальным Ормузом, с одной стороны, и Сефевидской империей, поддерживаемой англичанами, с другой[2].
- 1511—1641 — Малайско-португальская война. Вооружённый конфликт XVI-XVII веков, в котором Малаккский султанат при поддержке империи Мин, Голландской Ост-Индской компании (с 1607) и Джохора безуспешно сопротивлялся Португальской империи, стремившейся захватить Малакку и установить контроль над торговлей между Индией и Китаем[3].
- 1566—1609 — первый этап Нидерландской буржуазной революции (Восьмидесятилетняя война). Религиозно-идеологическая, политическая и социально-экономическая борьба Семнадцати провинций за независимость от испанского владычества[4].
  - 8 марта—29 июня — осада Маастрихта[5].
- 1578—1581 — восстание ниндзя в провинции Ига в Японии[6].
- 1578—1590 — Турецко-персидская война[7].
- 1579—1580 — Седьмая религиозная война[8].
  - 28 февраля — Неракский договор между французским правительством и гугенотами Юго-Запада, подписанное Екатериной Медичи и Генрихом Наваррским в Нераке[9].
- 1579—1580 — Дрейк пересек Тихий океан, побывал на Молуккских островах и обогнул мыс Доброй Надежды.
  - Дрейк у тихоокеанского побережья Северной Америки.
- 6 января — подписана Аррасская уния. Объединение валлонских провинций Нидерландов (Эно, Артуа, Дуэ), оформленное договором в Аррасе (провинция Артуа); позднее к Аррасской унии присоединились Лилль, Орши и др[10].
- 23 января — подписана Утрехтская уния. Военно-политическое объединение северных провинций Нидерландов против испанского владычества и созданной в Валлонии Аррасской унии, которая поддерживала католическую Испанию. Положила начало созданию независимого государства на севере страны. Союз провинций был заключён в Утрехте. В определённой мере Утрехтская уния послужила основой для нового правового государства — Республики Соединённых провинций[11].
- Август — Вильгельм разгромил демократическое движение в Генте.
- Образование в Англии «Восточной компании» (на Балтийском море).

### ВКЛ
- Союз Стефана Батория с Крымским ханством и Турцией.

## Русское государство
Царствование: 1533—1584 — Иван IV Васильевич Грозный
- 1558—1583 — Ливонская война[12].
  - 11—31 августа — осада Полоцка[13].
  - 13 сентября—4 октября — шведские войска безуспешно осаждали Нарву (взята в 1581 году)[14].
  - 19 сентября—25 сентября — осада крепости Сокол[15].
  - Ноябрь — осада Чернигова[16].
  - Осень — шведская армия осаждает Ругодив и Ивангород, однако подоспевшие полки Тимофея Ивановича Трубецкого и татарская конница Дмитрия Ивановича Хилкова-Ряполовского наносят шведам поражение[17].
- 1573—1582 — Война Строгановых. Конфликт между Сибирским ханством и землями Строгановых в Русском царстве за Пермские земли[18].
- 1577—1582 — Русско-польская война. Является частью Ливонской войны[19].
- Конец марта — начало апреля — Иван Грозный вновь тяжело заболевает. Вызывает в Александровскую слободу высших церковных иерархов и объявляет им о написании нового завещания, о назначении наследником престола 25-и летнего сына Ивана Ивановича[17].
- Май — Иван Грозный выздоравливает и отправляется в Иосифо-Волоцкий монастырь[17].
- 27 июня — Иван Грозный прибывает в Великий Новгород[17].
- Русско-польская война 1577-1582 годов:
  - Июнь — июль — Иван Грозный принимает решение идти на «немецкую и ливонскую земли», однако получает от Стефана Батория грамоту с перечислением «обид» и объявлением войны. Пятнадцати тысячное королевское войско, усиленное венгерской, немецкой, итальянской, французской, швейцарской пехотой и немецкой артиллерией, идёт на Русское государство. Русская армия основу которой составляло феодальное ополчение не смогла оказать достойного сопротивления[12][17].
  - Август — сентябрь — поход польско-литовский войск на Русское государство в которой участвовала рота изменника А. М. Курбского, включавшая 86 казаков и 14 гусаров[20].
  - 6 августа — захвачен Велиж[12].
  - 31 августа (по другим данным 1 сентября) — Взятие Полоцка войсками Стефана Батория[17][20].
  - Сентябрь — октябрь — русское войско сдают ещё несколько крепостей[17].
- 21 июля — обретение чудотворной Казанской иконы Божией Матери[21].
- Второй поход атамана Ермака Тимофеевича в Сибирь, где он зимовал на Тагильском волоку[22].
- Царевич Иван Иванович написал канон и Житие святого Антония Сийского[23].
- Турецкий султан потребовал снести военную крепость Терки. В условиях Ливонской войны Иван Грозный приказал оставить город[24].
- Впервые упомянут Гермоген (будущий патриарх), как священник церкви Святого Николая в Гостином ряду г. Казань[25].
- Пожалование Думным дворянином: Нагой Афанасий Фёдорович, Пивов Роман Михайлович, Писемский Фёдор Андреевич[26].
- Пожалованы окольничеством: Долгоруков Тимофей Иванович[26].
- Местничество: 
  - Бутурлин Роман Дмитриевич и Курлятев Иван Константинович[27].
  - Голицын Василий Юрьевич и Шуйский Иван Петрович[27].
  - Бутурлин Роман и Кузмин Василий (царь за бесчестье приказал Кузмина бить батогами в Болхове)[28].

### Города и поселения
- По царскому указу в г. Сольцы создаётся колёсная слобода (до 2-й половины XVIII века центр производства снаряжения русской армии)[29].
- В писцовой книге впервые упоминается как город Сарапул (ранее село Вознесенское на Сарапуле)[30].
- Впервые в писцовой книге Яхонтова И.И. упоминается деревня Кудымкар (сов. г. Кудымкар)[31].
- Соликамск становится городом и центром Соликамского уезда[32].

### Акты и грамоты
- Апрель — распрос бояриным Юрьевым Никитой Романовичем станичных голов о лучшем способе охраны Калмиюсской дороги и приговор о расположении голов и станиц в степи[33].

### Руководители приказов
| Года      | Приказ            | Ф,И,О главы                | Примечания |
| --------- | ----------------- | -------------------------- | ---------- |
| 1577-1594 | Разрядный приказ  | Щелкалов Василий Яковлевич |            |
| 1570-1594 | Посольский приказ | Щелкалов Андрей Яковлевич  |            |
| 1570-1588 | Казанского дворца | Щелкалов Андрей Яковлевич  |            |
| 1578-1579 | Поместный приказ  | Щелкалов Андрей Яковлевич  |            |

## Начало правления
См.также: Список глав государств в 1579 году
- 1579—1603 — Ахмед аль-Мансур, шериф Марокко.

## Наука и искусство
- В Вильнюсе открылся университет[36].

## Родились
См. также: Категория:Родившиеся в 1579 году
- 22 марта — Фридрих Хортледер, немецкий историк, педагог и политический деятель (ум. 1640).
- Август Младший — герцог Брауншвейг-Вольфенбюттельский с 1635 года. Седьмой и младший ребёнок герцога Генриха Брауншвейгского.
- Гельмонт, Ян Баптиста ван — химик, физиолог, врач и теософ-мистик.
- Огилви, Иоанн — святой Римско-Католической Церкви, член монашеского ордена иезуитов, священник, мученик.
- Поррес, Мартин де — Перуанский священнослужитель и врач, монах ордена доминиканцев, первый темнокожий американец, канонизированный католической церковью[37] и признаваемый лютеранской церковью.
- Януш Радзивилл — государственный деятель Великого княжества Литовского, магнат, каштелян виленский с 1618, подчаший Великого княжества Литовского (1599—1619), староста борисовский.
- Снейдерс, Франс — фламандский живописец, мастер натюрмортов и анималистических композиций в стиле барокко.
- Тирсо де Молина — испанский драматург, доктор богословия, монах и официальный историограф ордена мерседариев.
- Токугава Хидэтада — второй сёгун Японии из династии Токугава. Правил в период с 1605 по 1623 год.
- Флетчер, Джон — английский драматург времён Якова I, работавший преимущественно в сотрудничестве с Фрэнсисом Бомонтом.

## Скончались
См. также: Категория:Умершие в 1579 году
- 10 февраля — Николас Бэкон, английский политический деятель и судья, лорд-канцлер, лорд-хранитель Большой печати во времена правления королевы Елизаветы I, отец Фрэнсиса Бэкона.
- 25 апреля — Джон Стюарт, шотландский государственный деятель середины XVI века, один из лидеров консервативной партии шотландских баронов.
- 15 июня — Симан Родригиш ди Азеведу, португальский иезуит, один из основателей Ордена.
- 5 августа — Станислав Гозий — католический кардинал, теолог, автор многочисленных теологических сочинений.
- 15 августа — Хуан де Матьенсо де Перальта, испанский и перуанский юрист и экономист, знаток Инкского права и экономики Империи Инков.
- 19 августа — Луи де Клермон, сеньор д’Амбуаз граф де Бюсси, французский поэт, персонаж нескольких литературных произведений, в том числе «Графиня де Монсоро» Александра Дюма-отца.
- 28 сентября — Раковский, Мартин, словацкий поэт-гуманист, политический мыслитель XVI века.
- 11 октября — Соколлу, Мехмед-паша, великий визирь султана Османской империи с 1565 по 1579 год, боснийский серб Бойко Соколович, в детстве обращённый турками в ислам и на протяжении многих лет служивший в корпусе янычар.
- 24 октября — Альбрехт V Великодушный, герцог Баварии с 1550 года, муж Анны Австрийской.
- 7 ноября — Каспар Бекеш, государственный и военный деятель Великого княжества Литовского, друг и сподвижник Стефана Батория.
- 21 ноября — Томас Грешем, английский купец и финансист.
- 10 декабря — Пауль Гектор Майр, немецкий чиновник, хронист и автор фехтовального трактата.
- 31 декабря — Валериан Протасевич, религиозный и церковный деятель Речи Посполитой.
- Диего де Ланда Кальдерон, второй епископ Юкатана, автор книги «Сообщение о делах в Юкатане» (1566), персонаж романа «Сумерки» Дмитрий Глуховского.
- Митрополит Илия, митрополит Киевский и Галицкий.
- Андрей Иванович Ногтев Суздальский — русский воевода, участник Русско-шведской и Ливонских войн.
- Гонсало Хименес де Кесада — испанский конкистадор, писатель, историк, распространивший власть испанской короны на Новую Гранаду (ныне — Колумбия).